# 宣光省
宣光省（越南语：／）是越南東北部的一個省，行政中心位于明春坊。宣光省美女出名，素有「太原茶，宣光女」之說。

## 地理
宣光省东北接高平省，东接太原省，南接富寿省，西接老街省，北与中国云南省文山壯族苗族自治州和广西壮族自治区百色市相接。

## 历史

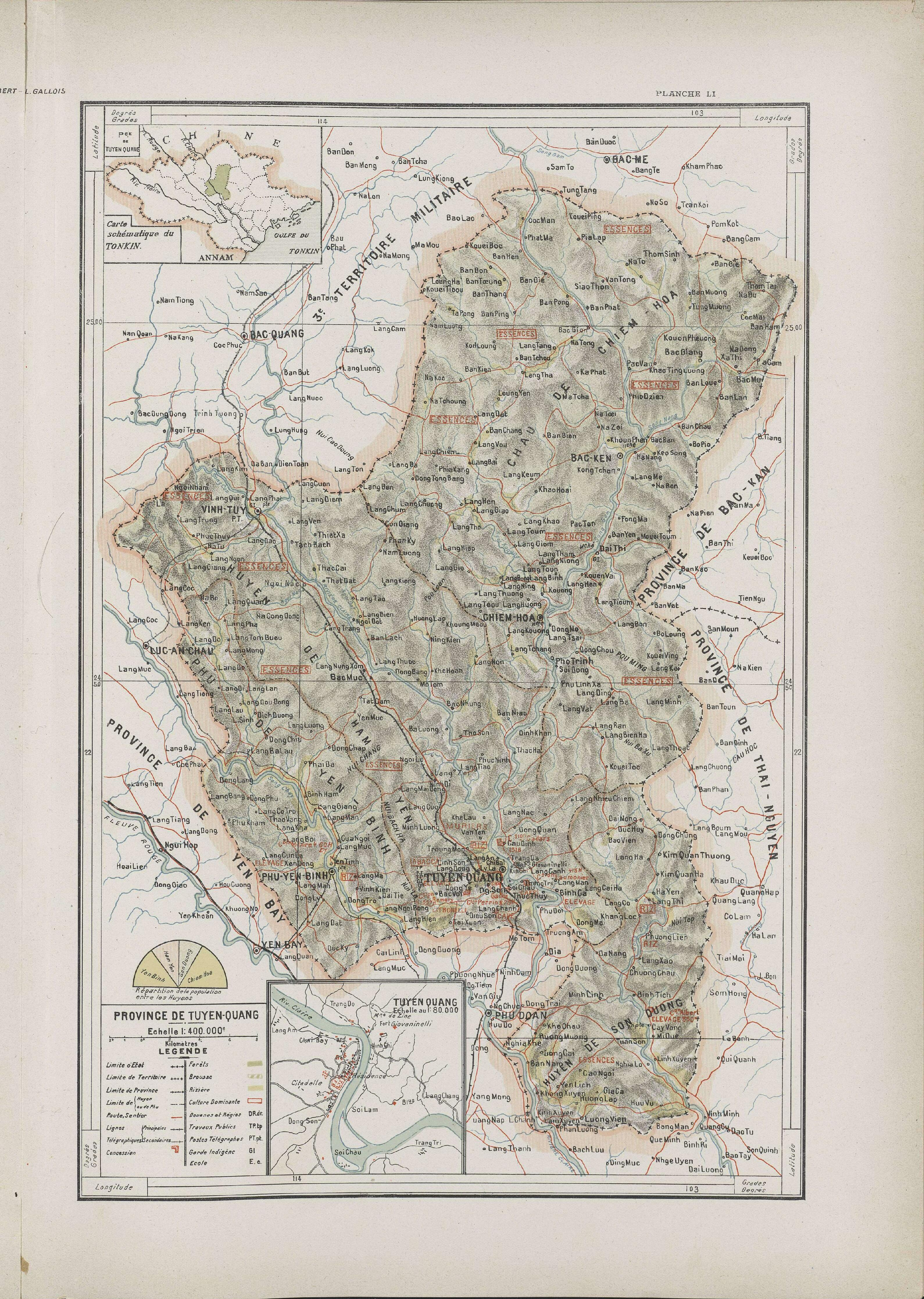
法属印度支那时期的宣光省地图

1948年1月25日，越南政府将各战区合并为联区，并将战区抗战委员会改组为联区抗战兼行政委员会。其中，第十战区和第十四战区合并为第十联区，同时设立第十联区抗战兼行政委员会。宣光省划归第十联区管辖。
1949年11月4日，第一联区和第十联区合并为越北联区。宣光省随之划归越北联区管辖。
1956年7月1日，越北联区改组为越北自治区；宣光省随之划归该自治区管辖，同时安平县划归安沛省管辖。
1968年7月26日，安山县绮罗社、兴城社和农进社划归宣光市社管辖。
1975年12月27日，越北自治区撤销；宣光省和河江省合并为河宣省，划归中央政府直接管辖。
1991年8月12日，河宣省重新分设为宣光省和河江省，宣光省下辖宣光市社、霑化县、咸安县、那𧯄县、山阳县和安山县共1市社5县，省莅宣光市社。
2008年9月3日，安山县安祥社、两旺社、安康社、泰隆社和队艮社划归宣光市社管辖。
2010年7月2日，宣光市社改制为宣光市。
2011年1月28日，那𧯄县和霑化县析置林平县。
2019年11月21日，安山县金富社、富林社和新平市镇划归宣光市管辖。
2021年4月27日，霑化县的2个社划归林平县管辖。
2025年6月12日，宣光省和河江省合并成新的宣光省。6月16日，越南国会废除县级政区，全省合并为7坊117社。

## 行政區劃
2025年6月行政区划改革前，宣光省下辖宣光市、霑化縣、咸安縣、林平县、那𧯄縣、山陽縣和安山縣共1市6县，其中宣光市是省莅。行政区划改革后，宣光省与河江省合并为新的宣光省，新宣光省下辖7坊117社，行政中心位于明春坊：
- 安祥坊（Phường An Tường）
- 平顺坊（Phường Bình Thuận）
- 河江一坊（Phường Hà Giang 1）
- 河江二坊（Phường Hà Giang 2）
- 明春坊（Phường Minh Xuân）
- 美林坊（Phường Mỹ Lâm）
- 农进坊（Phường Nông Tiến）
- 百的社（Xã Bạch Đích）
- 白玉社（Xã Bạch Ngọc）
- 白沙社（Xã Bạch Xa）
- 漫美社（Xã Bản Máy）[18]:273
- 北迷社（Xã Bắc Mê）
- 北光社（Xã Bắc Quang）
- 憑衡社（Xã Bằng Hành）[18]:263
- 凭琅社（Xã Bằng Lang）
- 平安社（Xã Bình An）
- 平歌社（Xã Bình Ca）
- 平沙社（Xã Bình Xa）
- 地社[18]:259
- 高蒲社（Xã Cao Bồ）
- 霑化社（Xã Chiêm Hóa）
- 崑崙社（Xã Côn Lôn）
- 瑜珈社（Xã Du Già）
- 同心社（Xã Đồng Tâm）
- 东寿社（Xã Đông Thọ）
- 同文社（Xã Đồng Văn）
- 同安社（Xã Đồng Yên）
- 棠鸿社（Xã Đường Hồng）
- 塘上社（Xã Đường Thượng）
- 甲中社（Xã Giáp Trung）
- 咸安社（Xã Hàm Yên）
- 和安社（Xã Hòa An）
- 黄树皮社（Xã Hoàng Su Phì）
- 河头社（Xã Hồ Thầu）[18]:270
- 鸿山社（Xã Hồng Sơn）
- 鸿泰社（Xã Hồng Thái）
- 雄安社（Xã Hùng An）
- 雄德社（Xã Hùng Đức）
- 雄利社（Xã Hùng Lợi）
- 坵怀社（Xã Khâu Vai）[18]:278
- 坤弄社（Xã Khuôn Lùng）
- 坚台社（Xã Kiên Đài）
- 建设社（Xã Kiến Thiết）
- 金平社（Xã Kim Bình）
- 老寨社（Xã Lao Chải）[18]:260
- 林平社（Xã Lâm Bình）
- 连协社（Xã Liên Hiệp）
- 灵湖社（Xã Linh Hồ）
- 隴姑社（Xã Lũng Cú）[18]:274
- 陇坪社（Xã Lũng Phìn）[18]:288
- 陇单社（Xã Lùng Tám）[18]:257
- 力行社（Xã Lực Hành）
- 茂裔社（Xã Mậu Duệ）
- 苗旺社（Xã Mèo Vạc）
- 铭玉社（Xã Minh Ngọc）
- 明光社（Xã Minh Quang）
- 铭山社（Xã Minh Sơn）
- 明新社（Xã Minh Tân）
- 明清社（Xã Minh Thanh）
- 那𧯄社（Xã Na Hang）
- 南仁社（Xã Nậm Dẩn）
- 淰易社（Xã Nậm Dịch）
- 义顺社（Xã Nghĩa Thuận）
- 玉塘社（Xã Ngọc Đường）
- 玉隆社（Xã Ngọc Long）
- 汝溪社（Xã Nhữ Khê）
- 粘山社（Xã Niêm Sơn）
- 八围树社（Xã Pà Vầy Sủ）[18]:272
- 普榜社（Xã Phó Bảng）[18]:286-287
- 富灵社（Xã Phú Linh）
- 富良社（Xã Phú Lương）
- 扶刘社（Xã Phù Lưu）
- 百里岩社（Xã Pờ Ly Ngài）[18]:270
- 官坝社（Xã Quản Bạ）
- 光平社（Xã Quang Bình）
- 广原社（Xã Quảng Nguyên）
- 下坪社（Xã Sà Phìn）
- 山阳社（Xã Sơn Dương）
- 山水社（Xã Sơn Thủy）
- 山尾社（Xã Sơn Vĩ）[18]:276
- 冲莽社（Xã Sủng Máng）[18]:275
- 达峨社（Xã Tát Ngà）[18]:278
- 新安社（Xã Tân An）
- 新隆社（Xã Tân Long）
- 新美社（Xã Tân Mỹ）
- 新光社（Xã Tân Quang）
- 新清社（Xã Tân Thanh）
- 新进社（Xã Tân Tiến）
- 新潮社（Xã Tân Trào）[19]:77
- 新郑社（Xã Tân Trịnh）
- 太平社（Xã Thái Bình）
- 泰和社（Xã Thái Hòa）
- 泰山社（Xã Thái Sơn）
- 汤信社（Xã Thàng Tín）
- 胜摩社（Xã Thắng Mố）
- 清水社（Xã Thanh Thủy）
- 松元社（Xã Thông Nguyên）
- 顺和社（Xã Thuận Hòa）
- 上林社（Xã Thượng Lâm）
- 上农社（Xã Thượng Nông）
- 上山社（Xã Thượng Sơn）
- 先原社（Xã Tiên Nguyên）
- 先安社（Xã Tiên Yên）
- 知富社（Xã Tri Phú）
- 中河社（Xã Trung Hà）
- 中山社（Xã Trung Sơn）
- 忠盛社（Xã Trung Thịnh）
- 长生社（Xã Trường Sinh）
- 松柏社（Xã Tùng Bá）
- 峒怀社（Xã Tùng Vài）[18]:258
- 渭川社（Xã Vị Xuyên）
- 越林社（Xã Việt Lâm）
- 永绥社（Xã Vĩnh Tuy）
- 箐门社（Xã Xín Mần）
- 春江社（Xã Xuân Giang）
- 春云社（Xã Xuân Vân）
- 安强社（Xã Yên Cường）
- 安花社（Xã Yên Hoa）
- 安立社（Xã Yên Lập）
- 安铭社（Xã Yên Minh）
- 安原社（Xã Yên Nguyên）
- 安富社（Xã Yên Phú）
- 安山社（Xã Yên Sơn）
- 安城社（Xã Yên Thành）